# Knut Ahnlund
Knut Ahnlund (n. Estocolmo, 24 de maio de 1923, m. Täby, 28 de novembro de 2012 ) foi um historiador, um crítico literário e escritor sueco e até 2005, um membro da Academia Sueca. Deixou a academia em 2005 por protesto contra a atribuição do Nobel de Literatura de 2004 a Elfriede Jelinek, "um dano irreparável no prestígio do prémio".

## Profissão
Ahnlund foi um perito em Literatura nórdica do século XIX e XX, e em especial da literatura Dinamarquesa. Ele escreveu a sua tese de doutoramento sobre Henrik Pontoppidan, e escreveu posteriormente sobre Gustav Wied e Sven Lidman, entre outros. Ele foi também um romancista e publicou traduções de vários autores. Recebeu o seu doutoramento pela Universidade de Estocolmo e foi professor de História Literária Nórdica na Universidade de Aarhus.
Foi eleito como membro da Academia Sueca em 1983.

## Academia Sueca
Knut Ahnlund ocupou a cadeira 7 da Academia Sueca, para a qual foi eleito em 1983, tendo resignado em 2005. Foi sucedido por Sara Danius em 2013.

## Críticas
Devido a conflitos com o secretário permanente da Academia, Sture Allén, e seu sucessor, Horace Engdahl, Ahnlund participou apenas minimamente nas decisões da academia desde 1996.

### Elfriede Jelinek
A 11 de Outubro de 2005, a poucos dias do anúncio do laureado com o Nobel de Literatura de 2005 (que seria Harold Pinter), ele declarou ao jornal Svenska Dagbladet que deixaria a Academia em protesto pela escolha de Elfriede Jelinek para o Nobel de Literatura de 2004.
Ele caracterizou o trabalho de Jelinek como pornografia violenta e uma massa de texto que parece ter sido montado sem traço algum de estrutura artística. A decisão de 2004, segundo escreveu no jornal Svenska Dagbladet, não só causou um dano irreparável ao valor do prêmio como confundiu a visão de literatura como arte. Disse também que apenas uma pequena parcela do total de 18 jurados realmente leu algum dos livros de Elfriede.
Como a pertença à Academia é um cargo vitalício, ele não pode oficialmente deixar a Academia, mas ele deixou de participar no seu trabalho e a sua cadeira permaneceu vazia até à sua morte.

### Saramago
Ahnlund considerou infeliz a escolha de José Saramago para Nobel de Literatura de 1998, que segundo ele foi o resultado de uma campanha profissional de relações públicas. Ver mais pormenores no artigo José Saramago#Cronologia da atribuição de um prémio Nobel.

### Sture Allén
Acusou Sture Allén, o antigo secretário da academia de falta de visão e desinteresse literário ("ele nem sequer lê").

### Dario Fo
Em 1997 criticou duramente a escolha de Dario Fo para o prémio Nobel no jornal Svenska Dagbladet.

### Derrida e Lyotard
Considerou os filósofos Derrida e Lyotard como "Parasitas" e "gripe pós-moderna", sendo seus textos "trapaças".